# エドモンド・チャールズ・ターベル
エドモンド・チャールズ・ターベル（Edmund Charles Tarbell、1862年4月26日 - 1938年8月1日）はアメリカ合衆国の画家である。アメリカにおける印象派の画家のグループ「テン・アメリカン・ペインターズ（通称:The Ten）」のメンバーの一人となった。

## 略歴
マサチューセッツ州、ミドルセックス郡のグロトン (Groton)に生まれた。父親が南北戦争で戦病死した後、母親は機械製造会社の技術者と再婚し、ターベルと姉はグロトンで父方の祖父母に育てられた。
マサチューセッツの教員養成学校の夜間クラスで美術の訓練を受けて、1877年からボストンの版画印刷会社で働いた。1890年からボストン美術館の付属美術学校(School of the Museum of Fine Arts)で、エミール・オットー・グルントマンに学び、この学校で後に「テン・アメリカン・ペインターズ」のメンバーとなるロバート・ルイス・リードとフランク・ウェストン・ベンソンとクラスメートになった。
当時も芸術の中心であったパリで学びことを勧められ、1883年にパリの私立の美術学校、アカデミー・ジュリアンでギュスターヴ・ブーランジェやジュール・ジョゼフ・ルフェーブルに学んだ。パリでは美術館で巨匠の作品を模写して修行し、当時パリで隆盛を迎えていた「印象派」の絵画を学んだ。1884年からイタリア、ベルギー、ドイツを旅し、多くの画家が活動していたブルターニュも訪れた.。
1886年にボストンに戻り、挿絵画家、美術教師、肖像画家などをした。2年後、美術の学生でボストン近郊のドーチェスターの名家の娘と結婚した。
ボストン美術館付属美術学校で教え始め、1889年に恩師のグルントマンの後任として校長になった。伝統的なアカデミック美術の教育を行った。ターベルの教えた学生にはクーリッジ(Bertha Coolidge)、ブラウン(Margaret Fitzhugh Browne) 、ページ(Marie Danforth Page)、モーラ( F. Luis Mora)、ピアソン(Marguerite Stuber Pearson)、ヘール(Lilian Westcott Hale)らがいる。
1897年にジョン・ヘンリー・トワックトマンやフランク・ウェストン・ベンソンらが結成したアメリカ合衆国における印象派の画家の集団「テン・アメリカン・ペインターズ」のメンバーとなった。「テン・アメリカン・ペインターズ」は各地で展覧会を開き人気を得た。
1912年に美術館が教育監督にヒューガー・エリオットを雇ったことにより、エリオットとの対立で1912年末に、ボストン美術館付属美術学校の校長を辞めた。1913年にボストンの美術家の協会を創設することを協議し、裕福な画家リラ・キャボット・ペリーの援助を受けて、1914年にボストン・アーティスト・ギルド(Guild of Boston Artists)を創設し、会長になった。
1918年から1926年まではワシントンのコーコラン美術館の美術学校の校長に招かれた。1925年にボストン美術館への復帰要請があり、諮問委員会の議長に任じられ、美術館の学校の新しい建物の建築などにかかわったが、イギリス人の講師を雇いたいとする美術館の方針と対立して再び辞任した。
多くの展覧会で賞を得て、1929年にはダートマス大学から名誉博士号を受けた。1904年のセントルイス万国博覧会や1915年のサンフランシスコ万国博覧会の展覧会の審査員を務めた。1906年にナショナル・アカデミー・オブ・デザインの正会員に選ばれ、1927年にアメリカ芸術科学アカデミーのフェローに選ばれた。

## 作品

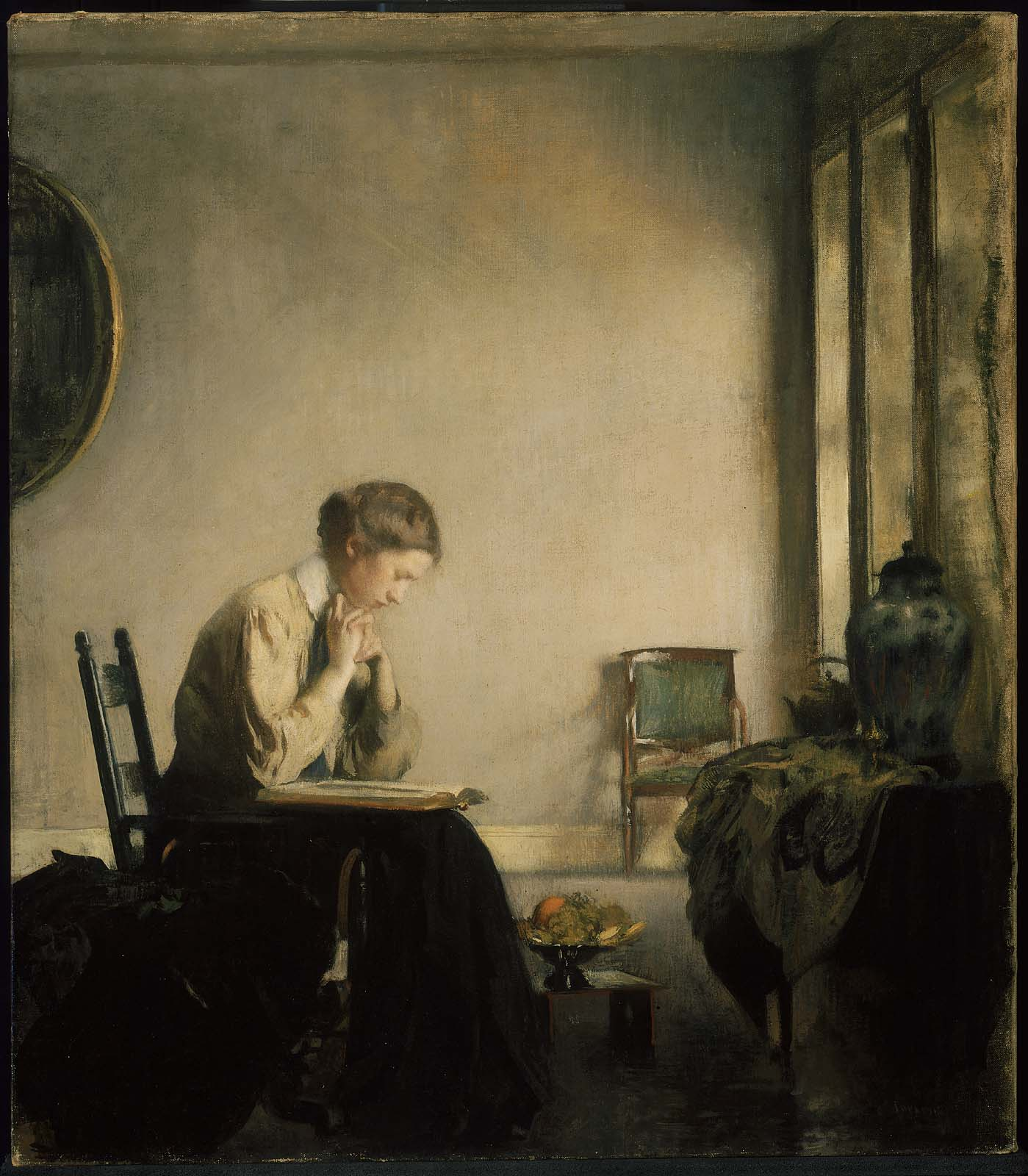
「読書する少女」(1909)
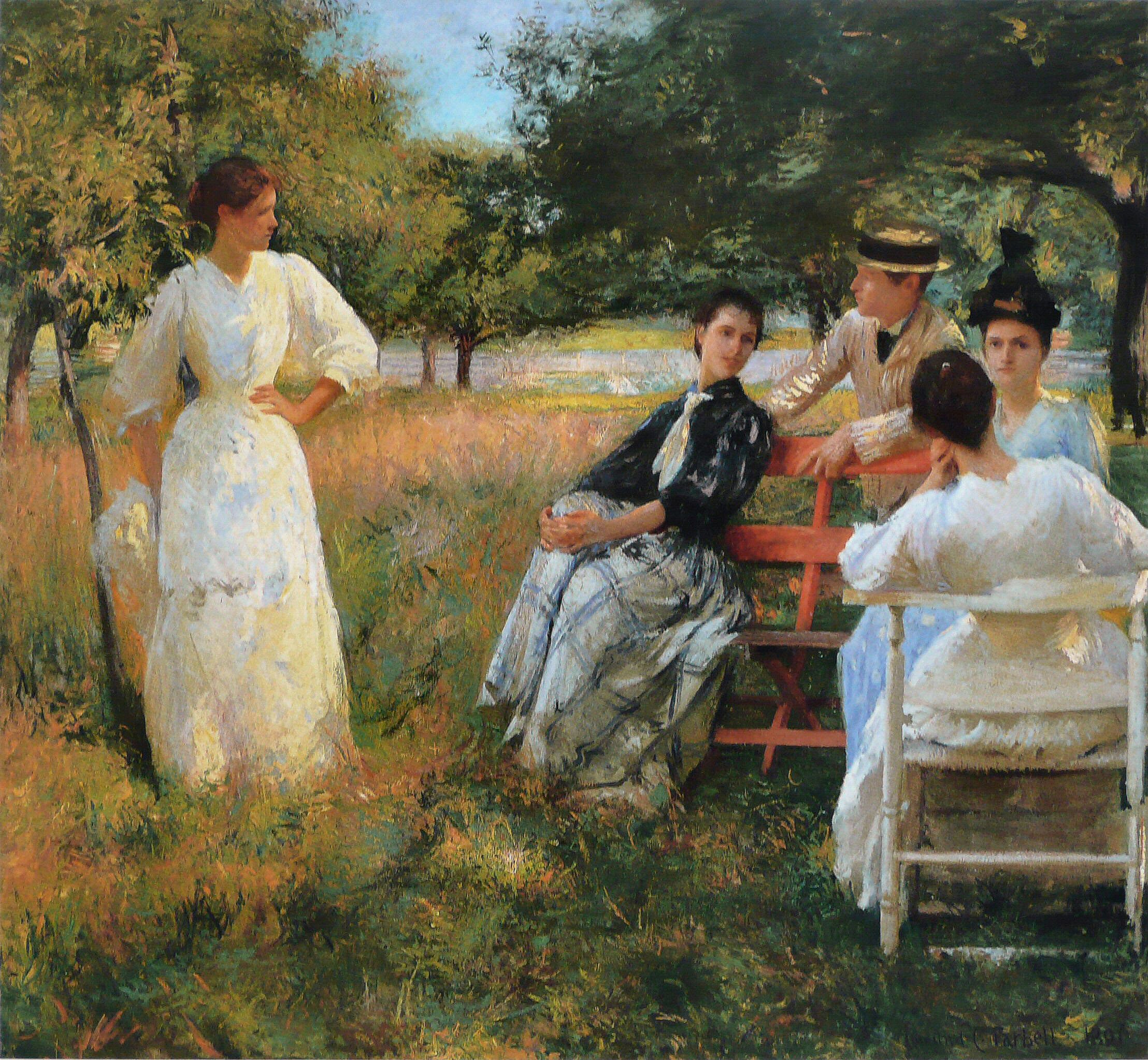
「果樹園で」(1891)
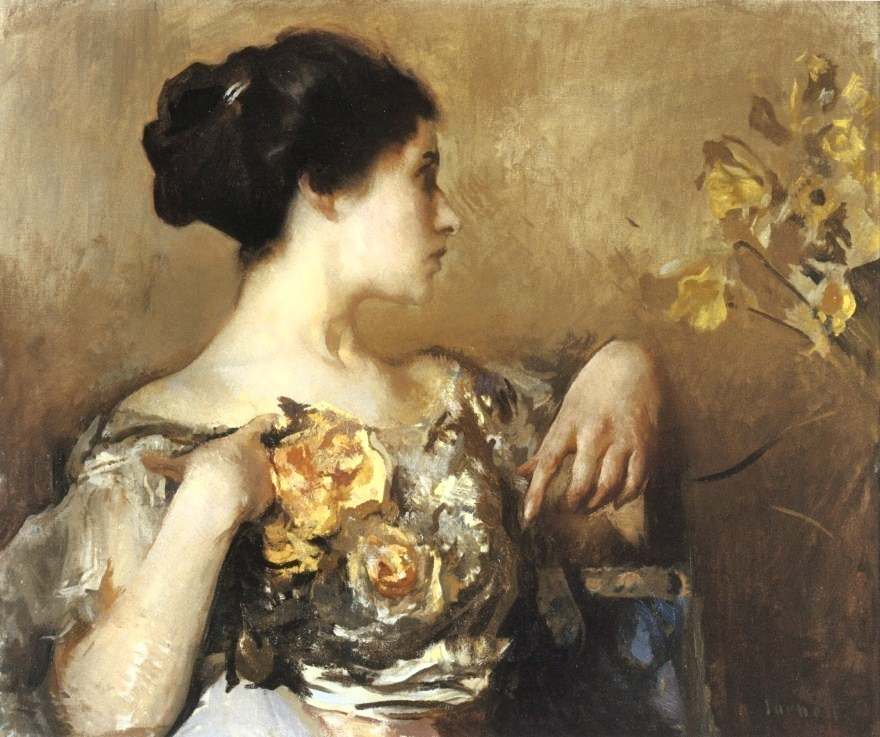
「コサージュを付けた女性」(1911)
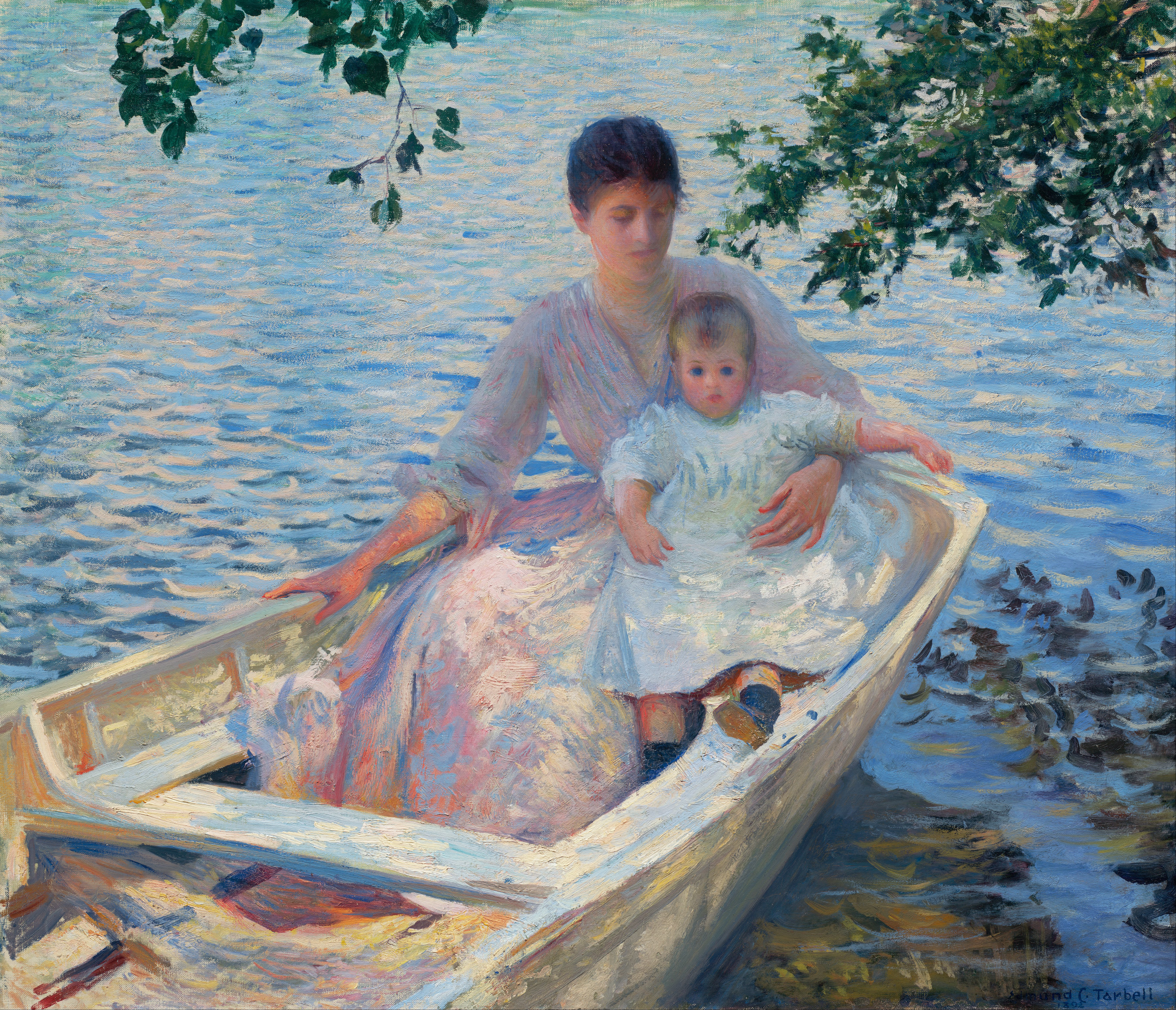
「ボートの母子」(1892)
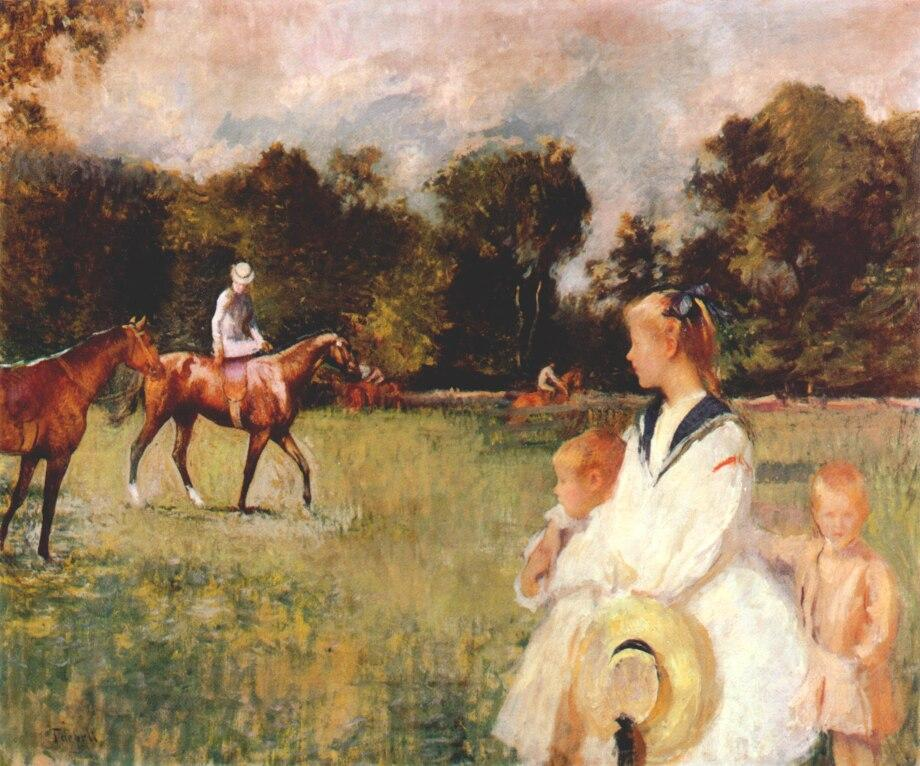
「馬の訓練」(1902)
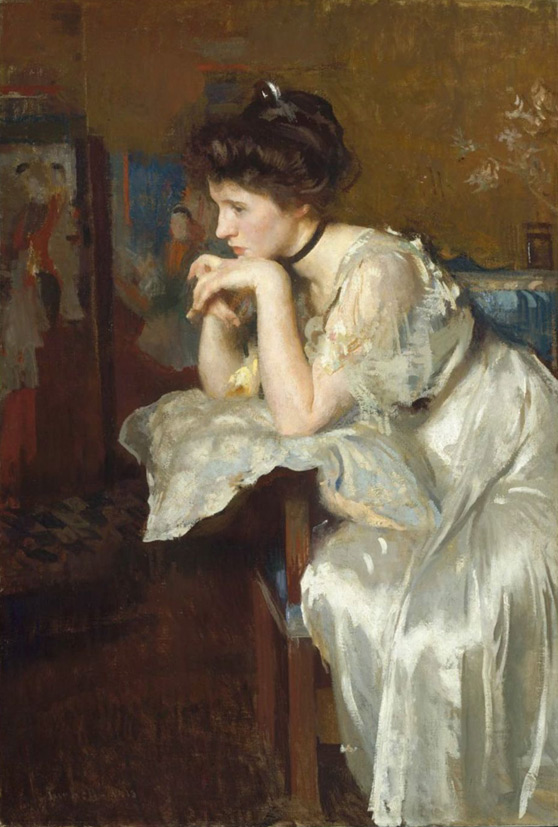
「空想」(1913)